# Fodbgen
 (signalé en juin 2025).
Si vous disposez d'ouvrages ou d'articles de référence ou si vous connaissez des sites web de qualité traitant du thème abordé ici, merci de compléter l'article en donnant les références utiles à sa vérifiabilité et en les liant à la section « Notes et références ».
- Archive Wikiwix
- Bing
- Cairn
- DuckDuckGo
- E. Universalis
- Gallica
- Google
- G. Books
- G. News
- G. Scholar
- Persée
- Qwant
- (zh) Baidu
- (ru) Yandex
- (wd) trouver des œuvres sur Wikidata

Fodbgen ou Odbgen (gaélique moderne: Foidhbhgen (i.e: le spoliateur) fils de Sengann des Fir Bolg devient selon la mythologie irlandaise Ard ri Erenn lorsqu'il détrône son cousin Rinnal fils de Genann. Selon la tradition il n'y avait pas de nœuds dans les arbres avant lui (vieil irlandais odb) .
Il règne jusqu'à ce qu'il soit déposé à son tour par Eochaid mac Eirc, le petit-fils de Rinnal.

## Sources primaires
- Lebor Gabála Érenn
- Annales des quatre maîtres
- Geoffrey Keating Foras Feasa ar Érinn

## Source
- (en) Cet article est partiellement ou en totalité issu de l’article de Wikipédia en anglais intitulé « Fodbgen » (voir la liste des auteurs), édition du 10 avril 2012.